# 西南女学院大学短期大学部
西南女学院大学短期大学部（日语：／ Seinan Jo Gakuin Daigaku Tanki Daigakubu *）是一所位于日本福冈县北九州市小仓北区的私立短期大学。前西南女学院短期大学（日语：／ Seinan Jo Gakuin Tanki Daigaku *）。

## 概要

### 简介
- 学校最早可以追溯到1922年[1]。短期大学为于1950年开办[1]、由学校法人西南女学院经营、来源于美国人传教士。

### 历史
- 1950年 西南女学院短期大学成立并同时设置两个学科即家政科、英语科[1][2]。
- 1958年 保育科成立[1][2]。
- 1971年 食物营养科成立[1][2]。
- 1976年 家政科分离为两个专攻即家政专攻和服装专攻[注 3][1][2]。
- 2001年 家政科家政专攻和服装专攻[注 3]、食物营养科、英语科各自招生最后、次年停止招生[1][2]。
- 2002年 家政科改名为生活创造学科[1][2]。
- 2003年 今年3月31日家政科家政专攻和服装专攻[注 3]、食物营养科、英语科各自停办[1][2]。
- 2004年 改校名为西南女学院大学短期大学部[1][2]。

### 宪章
- 请参看西南女学院大学短期大学部的标志 （页面存档备份，存于） （日語） 2014年1月28日阅览。

## 学校环境
- 校区：在福冈县北九州市小仓北区

## 历任校长
- 植田浩司：现在短期大学校长[3]

## 组织

### 学科
- 生活创造学科
- 保育科

### 前学科
- 家政科[注 1]
  - 家政专攻[注 2]
  - 服装专攻[注 3][注 2]
- 英语科[注 2]
- 食物营养科[注 2]

### 专科
| - 没有 |

### 业余课程
| - 没有 |

### 附属学校
| - 幼儿园 |

## 相关链接
- 日本短期大学列表
- 西南女学院大学
- 西南学院大学
- 西南学院大学短期大学部